# Rebecca Malope
Batsogile Lovederia Malope, được biết đến với nghệ danh Rebecca Malope, là một ca sĩ phúc âm Nam Phi từng đoạt nhiều giải thưởng. Cô được gọi là Nữ hoàng Phúc âm châu Phi. Sự nghiệp âm nhạc của cô kéo dài hơn ba thập kỷ. Cô đã bán được ít nhất 10 triệu album trên toàn thế giới, khiến cô trở thành một trong những nghệ sĩ phúc âm bán chạy nhất mọi thời đại. Hầu hết 35 album của cô mà đã phát hành đã đạt đến trạng thái đĩa bạch kim. Từ năm 2004 đến nay, cô là người dẫn chương trình của chương trình truyền hình It's Gospel Time. Năm 2013, cô là một trong những thành viên ban giám khảo trong Clash of Choirs Nam Phi.

## Sự nghiệp
Sự nghiệp âm nhạc của cô bắt đầu vào năm 1984. Được khơi dậy bởi mong muốn trở thành ca sĩ nổi tiếng và được ngưỡng mộ nhất của Nam Phi, ở tuổi 18, cô và em gái Cynthia rời quê hương Kanyamazane, gần Nelspruit, và đi 400 km đến Evaton, từ đó cuối cùng họ cũng đến được Johannesburg. Năm 1985, Malope đã từng tham gia vào chương trình Shell Road to Fame cùng với ban nhạc, cô đã bị loại khỏi vòng đầu tiên của cuộc thi. Năm 1986, cô gặp Sizwe Zako tại phòng thu Gallo và Sizwe ấn tượng với cô từ những buổi thử giọng không thành công, Zako cảm thấy với sự hướng dẫn của anh, Malope có thể chiến thắng được Shell Road to Fame khi cô tham gia cuộc thi với tư cách là một nghệ sĩ solo. Năm 1987, Malope tham gia lại Shell Road to Fame với tư cách là một  nghệ sĩ solo và năm đó Rebecca Malope đã chiến thắng Shell Road to Fame. Mặc dù chiến thắng Shell Road to Fame đã khiến cô phải đấu tranh để tìm một công ty thu âm, cuối cùng cô đã được hợp đồng thu âm với MFM. Hơn nữa, để cạnh tranh với Brenda Fassie, Yvonne Chaka Chaka và Mercy Phakela, những nữ nghệ sĩ lớn nhất vào thời điểm đó. Sizwe Zako thuyết phục MFM đưa một bài hát phúc âm vào album đầu tay của Malope, đó là bài Sthembile Kuwe, bài hát này sau đó được đón nhận nhiều hơn các ca khúc pop trong album. Năm 1989, Malope tiếp tục phát hành hai album trong một năm và cả hai album đều đạt đến trạng thái bạch kim. Năm 1991, cô phát hành album nhạc pop cuối cùng của cô, Saturday Nite, bao gồm ba bài hát phúc âm như các album phát hành trước.
Rebecca đã phát hành 35 album trong sự nghiệp âm nhạc kéo dài hơn 30 năm cho đến nay của mình. Trong năm 2009, cô phát hành album thứ 30 của mình, mang tên My Hero, chứa đĩa CD kép. Vào tháng 4 năm 2010, cô phát hành album thứ 31 của mình, Uzohamba Nami. Vào ngày 14 tháng 3 năm 2011, Malope đã phát hành album thứ 32 của cô, Ukuthula (được dịch là "Hòa bình"). 

## Sản phẩm âm nhạc
- Rebecca (1987)
- "Woza Lovey" (1988)
- "Thank You Very Much" (1989)
- Six of the best (1989)
- Saturday Nite (1991)
- Buyani (1990)
- Rebecca Sings Gospel (1992)
- Ngiyikeleni (1993)
- Umoya Wam (1994)
- Shwele Baba (1995)
- Uzube Nam (1996)
- Live at the State Theatre (1996)
- Angingedwa (1997)
- Free at Last: South African Gospel (1997)
- Somlandela (1998)
- Ukholo lwam (1999)
- Siyabonga (2000)
- Christmas with Rebecca and Friends (2000)
- Sabel'Uyabizwa (2001)
- Iyahamba Lenqola (2002)
- Hlala Nami (2003)
- The Queen of Gospel and the Village Pope (2004)
- Qaphelani (2005)
- The Greatest Hits (2005)
- Umthombo (2006)
- Live in Soweto (DVD) (2006)
- Live in Soweto (CD) (2007)
- Amakholwa (2007)
- Ujehova Ungu'madida (2008)
- African Classics (2009)
- My Hero (2009)
- Live at the Lyric Theatre (DVD) (2010)
- Uzohamba Nami (2010)
- Ukuthula (2011)
- Rebecca Live Concert ft Tshwane Gospel Choir (CD)(2012)
- Rebecca Live Concert ft Tshwane Gospel Choir (DVD)(2012)
- Bayos' khomba(2013)
- AmaVIP (2014)